# Boy in waiting
Boy in Waiting es un EP lanzado el 3 de diciembre de 2008 por la agrupación de rock alternativo inglesa Starsailor, en formato de descarga digital a nivel mundial para todos los que preordenaran la edición de lujo de su siguiente álbum, All the Plans en Starsailor.net. Contiene algunos de los tracks que no pudieron formar parte de All the Plans.

## Canciones
Starsailor.net confirmó cuatro de las canciones para Boy In Waiting un día antes de su lanzamiento, no formando parte de All the Plans a excepción de Boy In Waiting. La lista de canciones es:
1. Boy in Waiting – 2:33
2. Do You Beleive in Love – 3:20
3. Black Limousine – 3:06
4. Darling Be Home – 4:39